# Maria de Cervelló

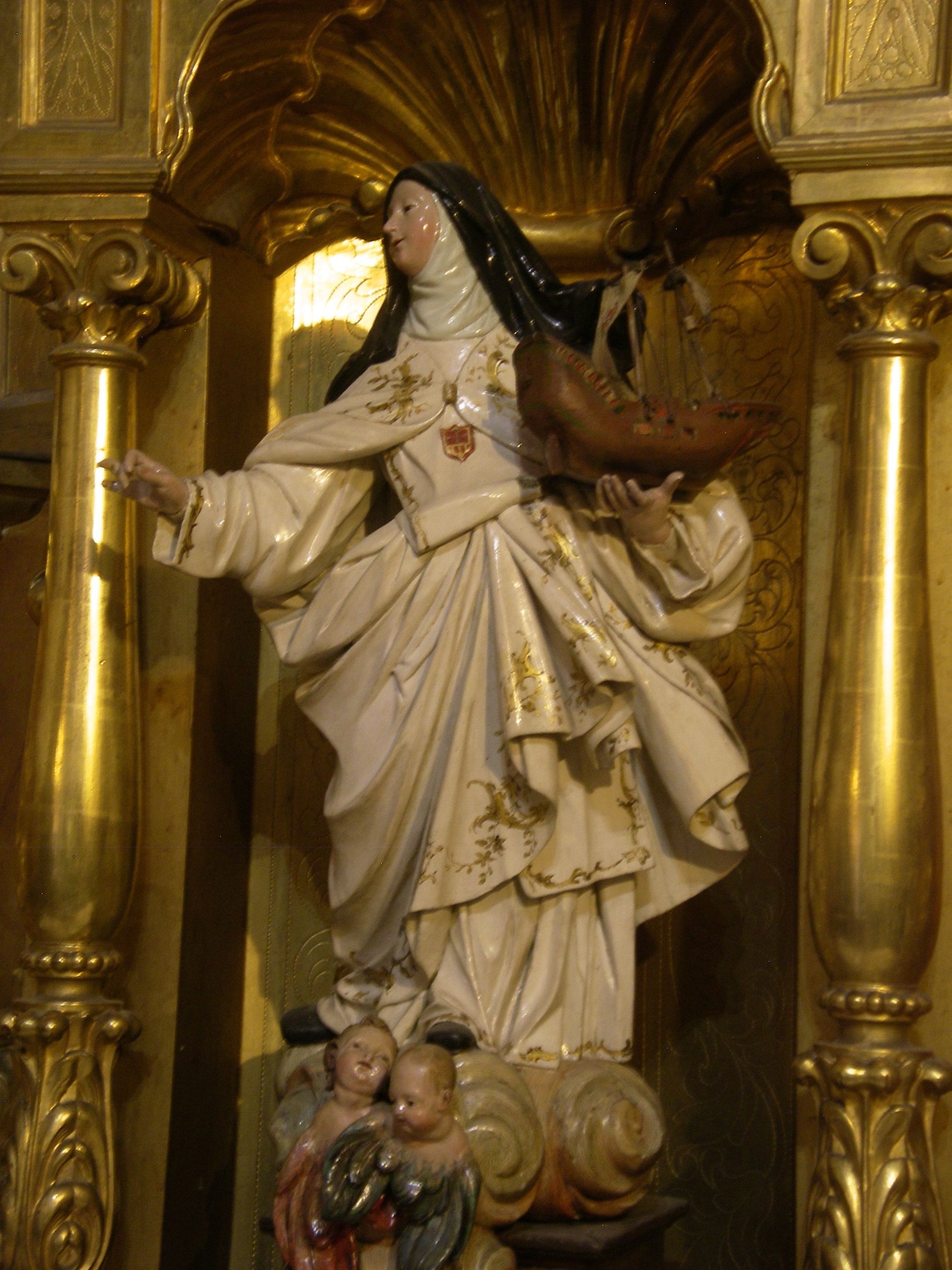
Maria de Cervelló mit einem Schiff in der Hand (18. Jhdt.; Església dels sants Just i Pastor, Barcelona)

Maria de Cervelló (* 1230 in Barcelona; † 19. September 1290 ebenda) war Oberin der ersten mercedarischen Frauengemeinschaft und ist eine Heilige der römisch-katholischen Kirche aus Barcelona. Sie wird auch Maria del Socors („Maria der Rettung“) genannt und gilt als Beschützerin der Seeleute und wird meistens mit einem Schiff in der Hand dargestellt. Ihr Gedenktag ist der 19. September.

## Leben und Werk
1265 genehmigte das Mercedarierkapitel von Barcelona die Gründung eines weiblichen Zweiges des Ordens. Maria de Cervelló bat zusammen mit anderen Adligen um Aufnahme in den Orden, zu dem sie sich dann bekannte. Sie wurde zur Oberin der ersten mercedarischen Frauengemeinschaft gewählt.
Maria de Cervelló wurde nach ihrem Tod zunächst in ihrem Kloster beerdigt. 1384 wurden ihre sterblichen Überreste in einem mit ihrem Bild geschmückten Sarg in die  Kirche La Mercè in der Barceloneser Altstadt überführt. Von 1629 bis 1689 fand ihr Seligsprechungsprozess statt. 1692 wurde dann ihre Verehrung offiziell genehmigt.